# Font del Molí dels Capellans
La Font del Molí dels Capellans és una font de canaleta metàl·lica semicilíndrica del municipi de Solsona, a la comarca catalana del Solsonès. Està situada a la riba esquerra del Riu Negre a poc més de 400 m aigües avall del Pont de Solsona, poc abans d'arribar al Molí dels Capellans i al costat d'un pou.
El nom li ve del fet que, fa més de tres centúries, en aquest indret hi havia un molí propietat d'uns capellans del qual encara se'n pot veure la dovella central de l'arc del portal que té gravada una creu i una data.
Segons es desprèn de l'inventari de l'Arxiu de la Ciutat de Solsona, aquest lloc era conegut amb el nom de la Trilla, i va ser l'indret on va començar la jurisdicció del monestir de Santa Maria de Solsona.
Era una font que, tot i el seu escàs cabal, tenia fama que mai s'assecava i, pel que compta la gent gran, en anys de secada, hi havia cua per anar-hi a buscar aigua.